# Gianfranco Terenzi
Gianfranco Terenzi (Zambo) (Città di San Marino, 2 gennaio 1941 – Serravalle, 20 maggio 2020) è stato un politico sammarinese.

## Biografia
Aderì al Partito Democratico Cristiano Sammarinese.
Fu membro del Consiglio Grande e Generale, venendo eletto con 750 preferenze. L'elezione da parte del Consiglio Grande e Generale avvenne al turno di ballottaggio, in cui la coppia di esponenti democristiani superò quella espressa dal Partito dei Socialisti e dei Democratici  (Patrizia Busignani e Alberto Cecchetti) con 31 voti contro 24.
L'elezione di due membri dello stesso partito ha rappresentato un fatto insolito nella prassi istituzionale della Repubblica.
Terenzi aveva già ricoperto la carica per i mandati ottobre 1987 – aprile 1988 assieme a Rossano Zafferani e ottobre 2000 – aprile 2001 assieme a Enzo Colombini e per la terza volta  per il periodo aprile – ottobre 2006 assieme a Loris Francini.
Fu rieletto per la quarta volta capitano reggente per il mandato ottobre 2014 - aprile 2015 assieme a Guerrino Zanotti.
Terenzi è stato trovato morto davanti all'azienda di cui era titolare, travolto da un camion.